# Sondershausen
Sondershausen és una ciutat d'Alemanya a l'Estat de Turíngia, capital del cercle del seu nom i antiga capital del principat de (Schwarzburg-Sondershausen), situada al peu del Hainleite, i als marges del riu Wipper.
És un punt d'enllaç dels ferrocarrils Nordhausen-Erfurt i Bretleben-Sondershausen, a 208 m. d'altura. Té tres esglésies evangèliques, un palau que fou residència ducal, situat en una altura, amb antiguitats i museu d'història natural i un bonic parc; font monumental; col·legi, escola reial, escoles normals de mestres, conservatori de música, teatre, hospital per a malalts del país i asil. Segons el cens de 2005 té 21.622 habitants.
Davant la ciutat hi ha el Loh lloc d'esbarjo, on l'estiu, si donant tots els dies els cèlebres concerts de la capella del príncep; Ohlenburg, amb la torre Bismarck i, pels voltants, el castell de caça Possen, el Rondel i Frauenberg, ambdós amb precioses vistes i també la mina de potassa Glückauf.
Sobrepujada per Spatenburg des de 1073, fou possessió del Sacre Imperi; abans de 1100 passà a l'arquebisbe de Magúncia, del qual es possessionaren en feu, des de 1193, els landgravins de Turíngia. D'aquests últims passà el 1295 als comtes d'Hohnstein, l'últim dels quals el 1356 fou heretat pels seus dos gendres, el comte Günter i Enric de Schwarzburg. Vers el 1328 Sondershausen va rebre el títol de ciutat. El cercle de Sondershausen té 807 k².

## Fills il·lustres
- Ernst Ludwig Gerber, (1746-1819) compositor i lexicògraf.
- Heinrich Nicolaus Gerber (1702-1775) compositor i organista.
- El director d'orquestra Eduard Stein morí (16 de març de 1864) en aquesta ciutat després d'haver portat la seva orquestra a un gran nivell.

## Postals de Sondershausen

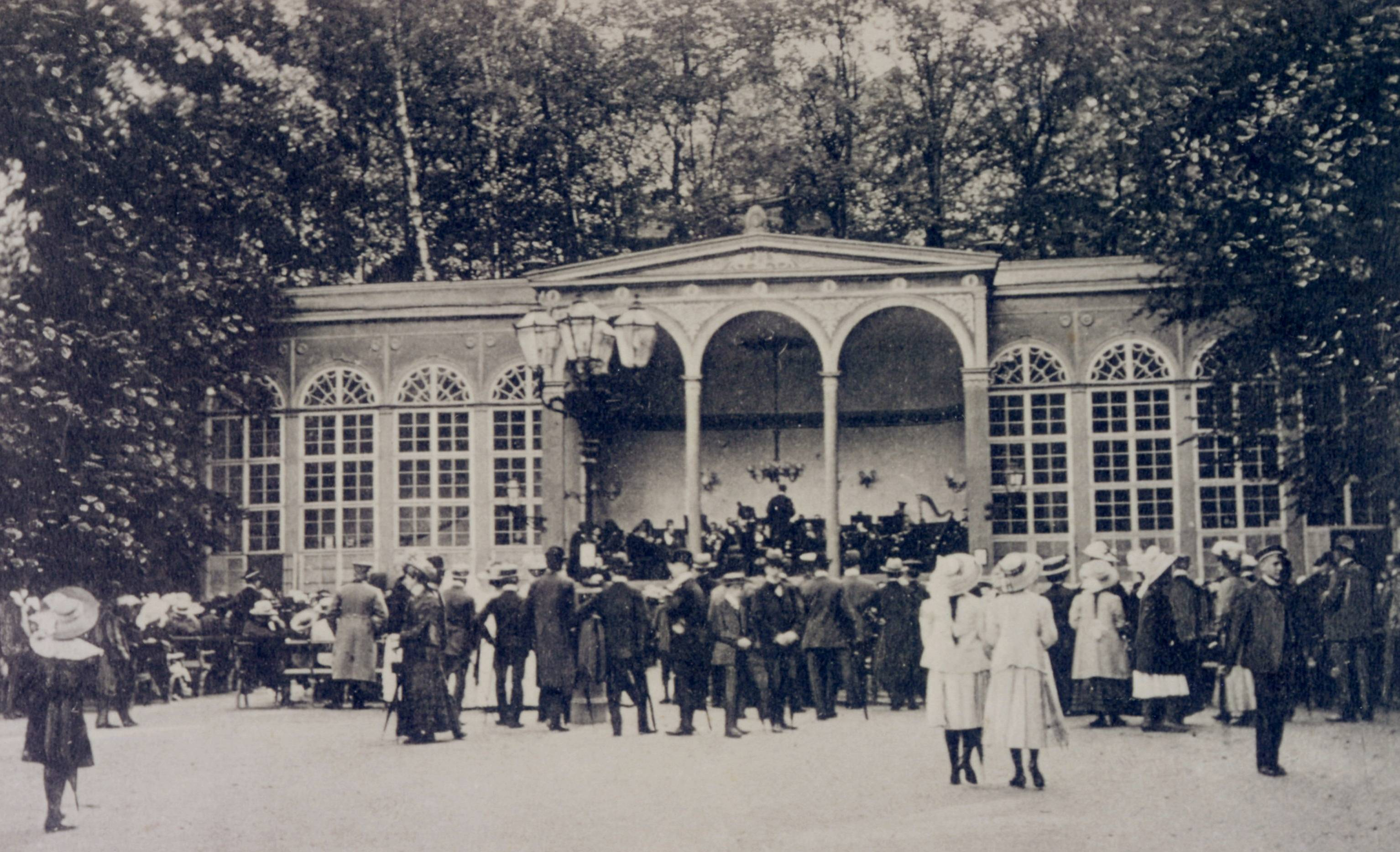
L'ex Loh-hall en Lohplatz on feia els concerts en Eduard Stein
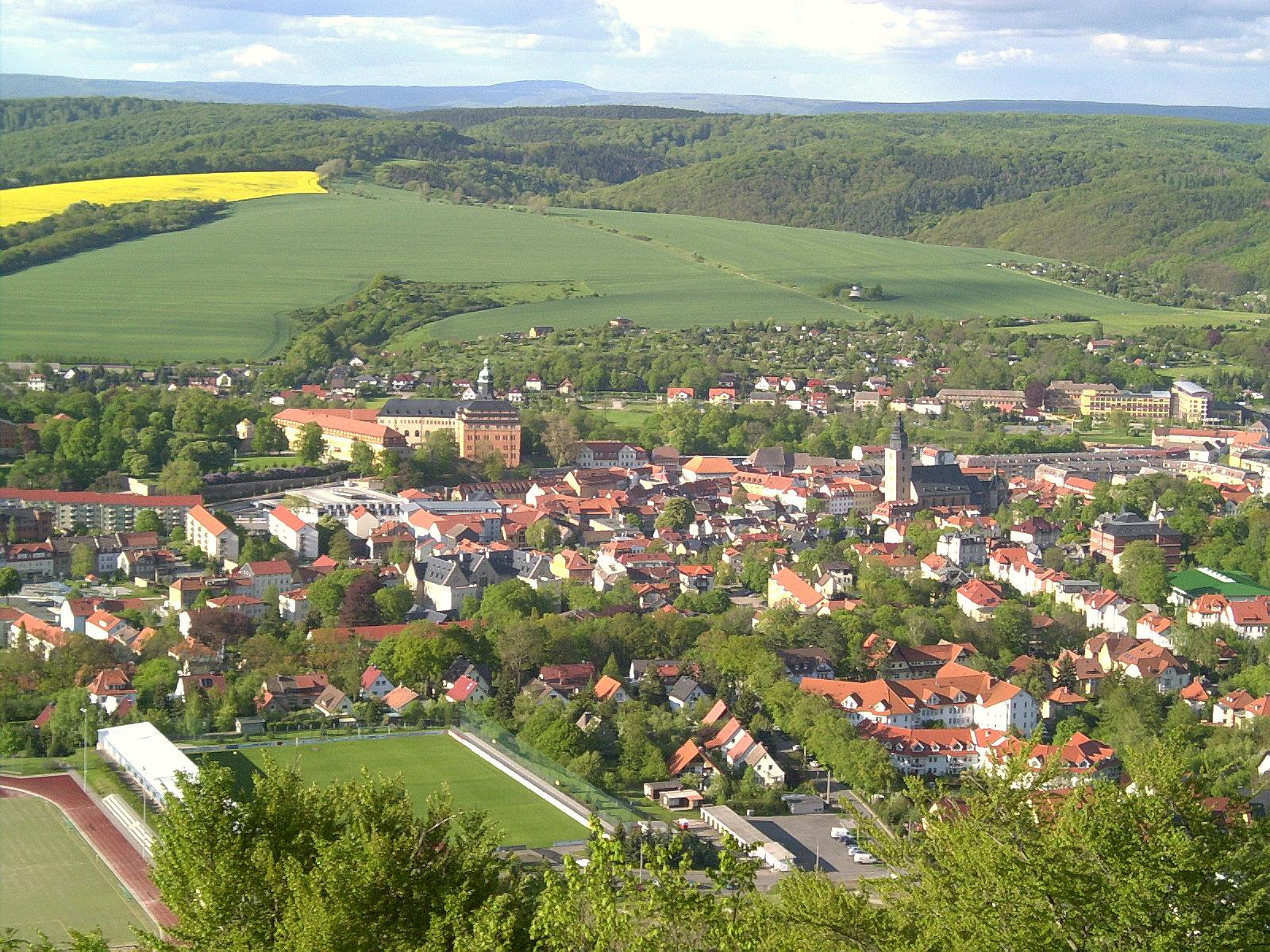
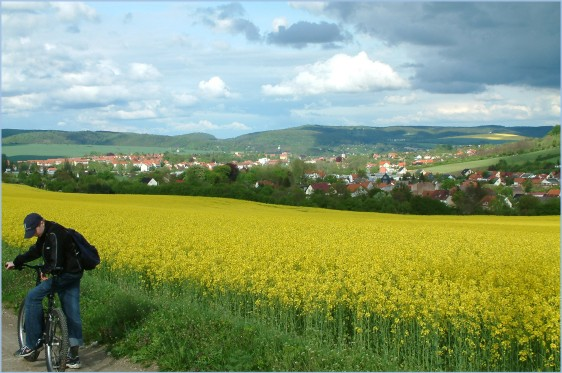
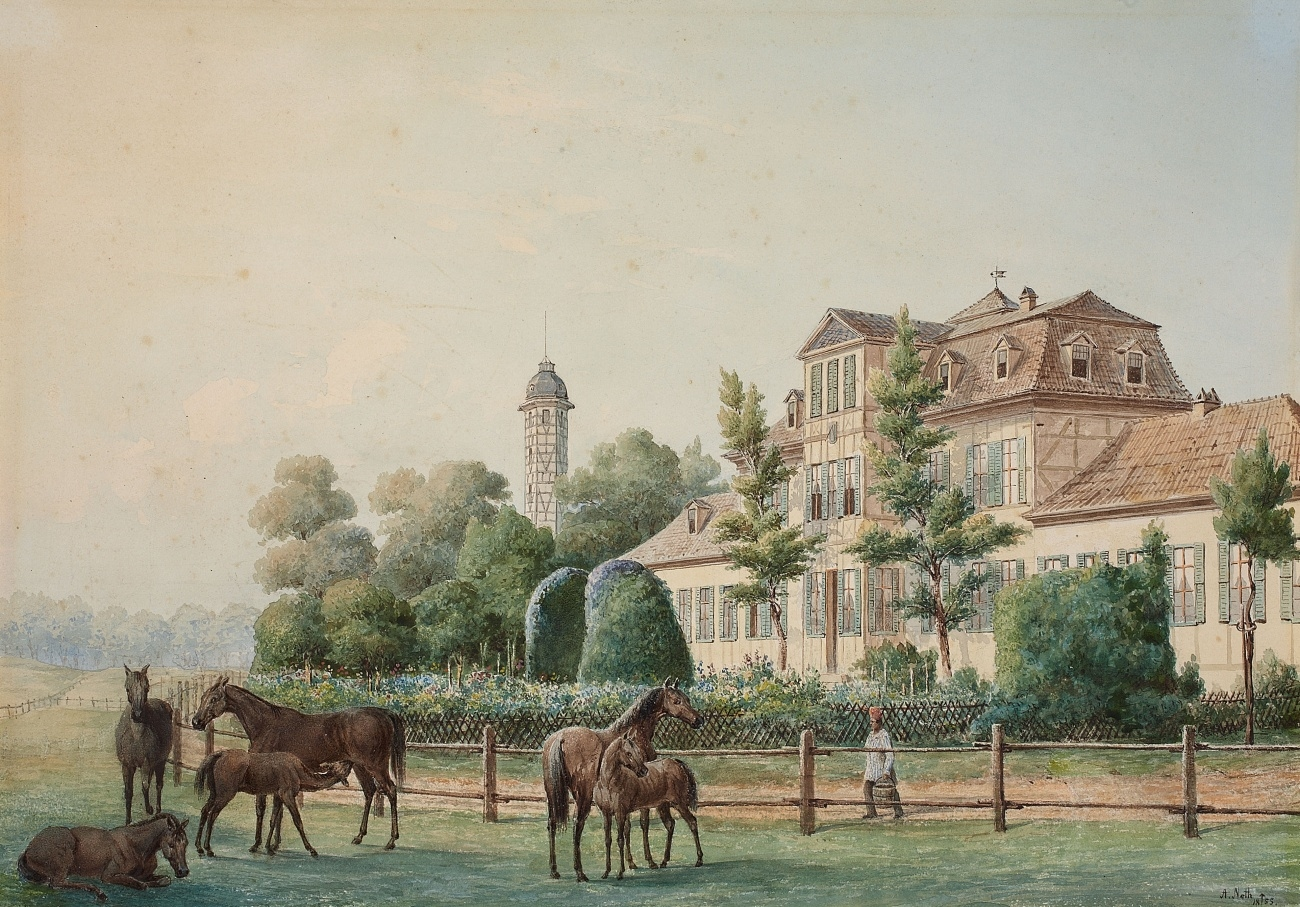
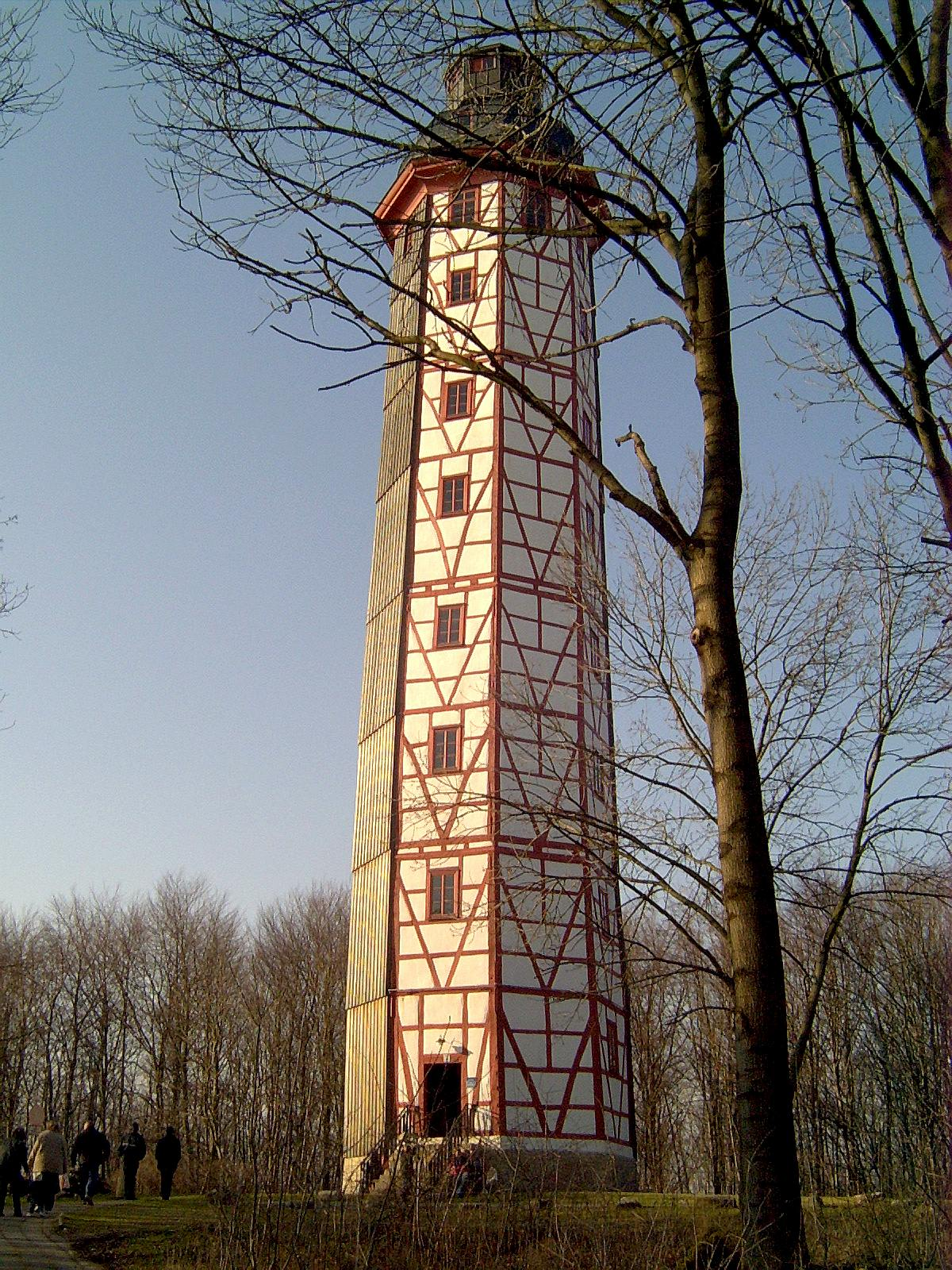
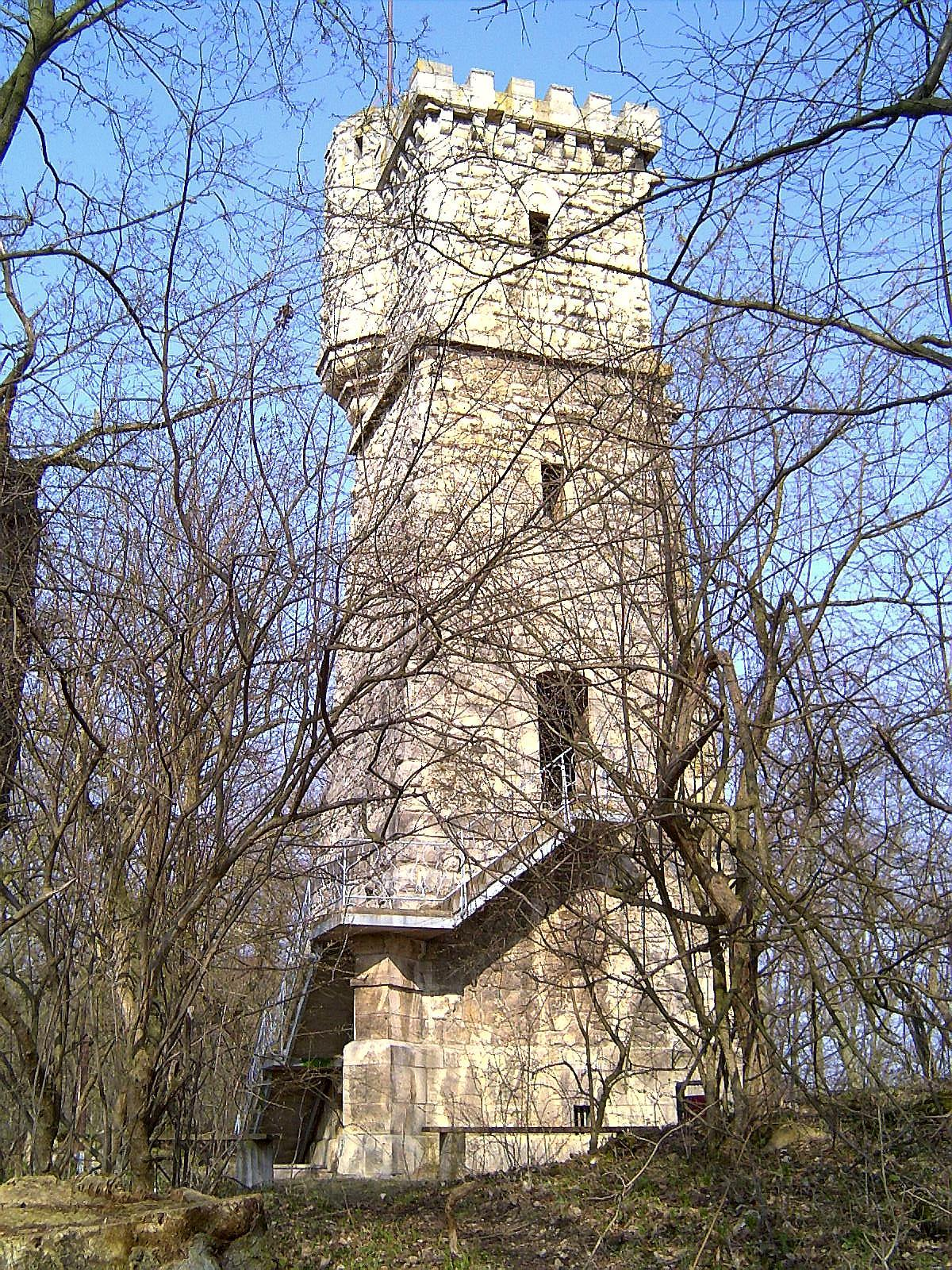
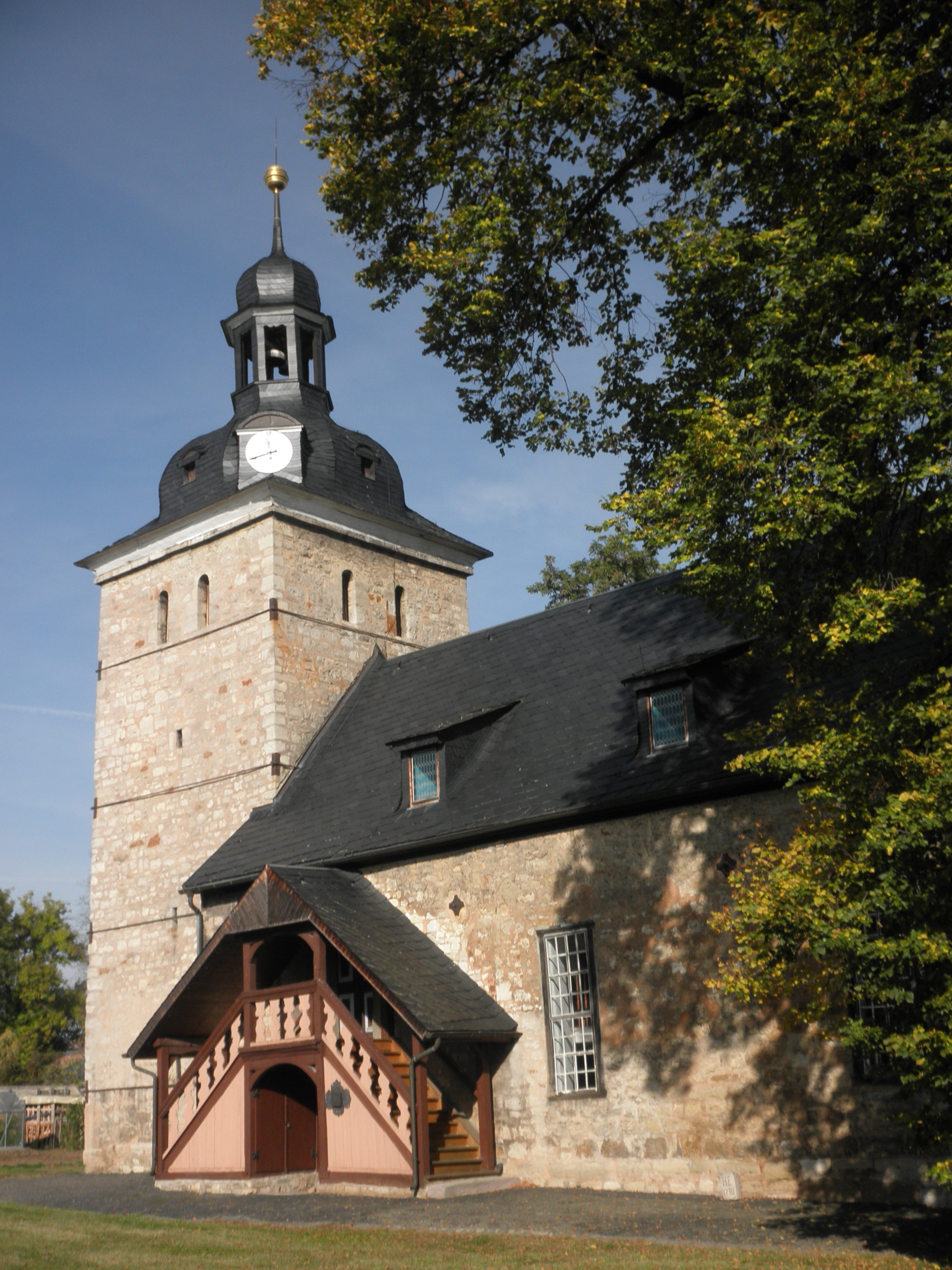
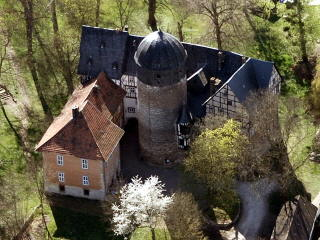
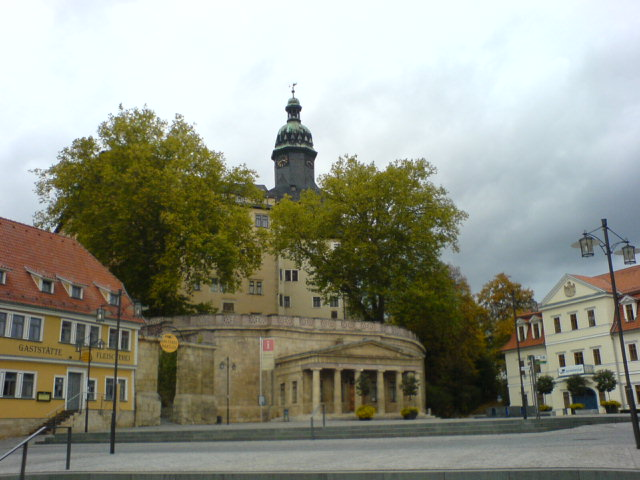